# Ali Sayyid Muhamed Mustafa al-Bakri
Ali Sayyid Muhamed Mustada al-Bakri (en árabe: علي سيد محمد مصطفى البكري‎) alias Abdul-Aziz al-Masri (عبد العزيز المصري), nacido el 18 de abril de 1966 en Beni Suef, Egipto, es un miembro del Consejo de la Shura de la organización terrorista Al Qaeda y un exmiembro de Yihad Islámica Egipcia de la cual migró hacia Al-Qaeda, junto a Ayman al-Zawahiri. Al-Bakri se encuentra suelto y el Departamento de Estado de los Estados Unidos ofrece hasta 5 000 000 de dólares por información sobre su ubicación.
El cartel de «Se busca» del Departamento de Estado de los Estados Unidos lee:

Ali Sayyid Muhamed Mustafa al-Bakri es un miembro de al-Qaeda y un experto de explosivos y armas químicas. Es un miembro del consejo de Shura de al-Qaeda y es un socio cercano de Saif al-Adel y Ayman al-Zawahiri, líderes de al-Qaeda. Antes de unirse a al-Qaeda, al-Bakri era un miembro del grupo terrorista Yihad Islámica Egipcia, bajo el mando de Ayman al-Zawahiri. Sirvió como instructor en los campos de entrenamiento de al-Qaeda en Afganistán, proporcionando entrenamiento a terroristas reclutas sobre el uso de explosivos y armas químicas. Al-Bakri también intentó sin éxito tomar control de un vuelo de pasajeros de Pakistani Air en diciembre del 2000. Es probable que continúa dando entrenamiento a terroristas de al-Qaeda y a otros extremistas.

Por ser miembro de Al Qaeda al-Bakri (bajo el apellido Bakri) se encuentra bajo un embargo mundial de parte del Consejo de la Seguridad de las Naciones Unidades, por medio de la resolución 1267.